# Pseudothalestris saturni
Pseudothalestris saturni är en kräftdjursart som beskrevs av Farran 1913. Pseudothalestris saturni ingår i släktet Pseudothalestris och familjen Thalestridae. Inga underarter finns listade i Catalogue of Life.